# كوراساو دي ماريا
كوراساو دي ماريا (بالبرتغالية: Coração de Maria‏)؛ بلدية في ولاية باهيا في المنطقة الشمالية الشرقية من البرازيل.

## روابط خارجية
- }}الموقع الرسمي|http://www.coracaodemaria.ba.gov.br}}